# Pfarrweisach

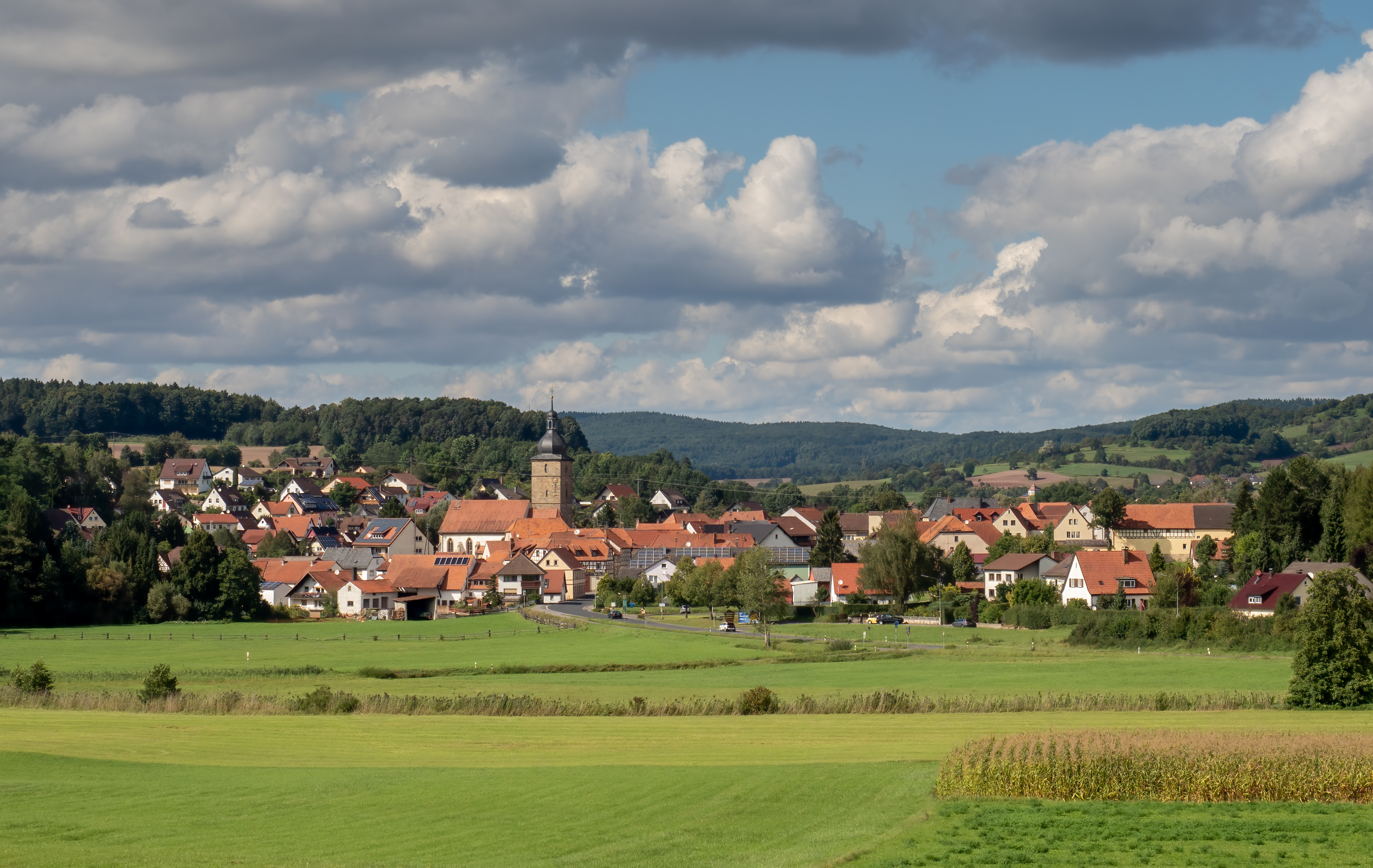
Blick von Süden

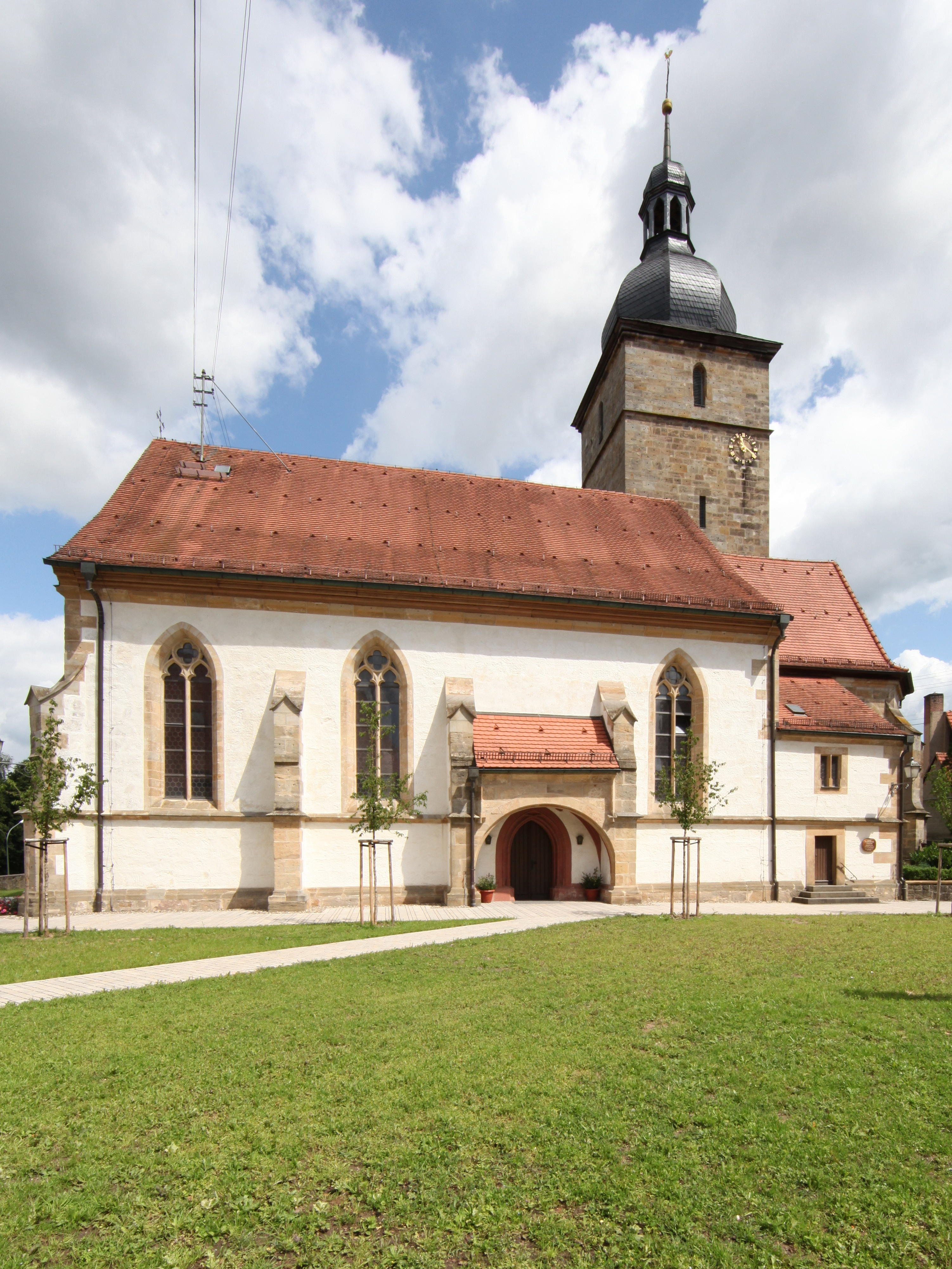
Katholische Pfarrkirche St. Kilian

Pfarrweisach ist eine Gemeinde im unterfränkischen Landkreis Haßberge. Die Gemeinde ist Mitglied der Verwaltungsgemeinschaft Ebern.

## Geographie

### Geographische Lage
Pfarrweisach liegt in der Region Main-Rhön (Bayerische Planungsregion 3).

### Gemeindeteile
Es gibt neun Gemeindeteile (in Klammern der Siedlungstyp):
- Dürrnhof (Dorf)
- Herbelsdorf (Weiler)
- Junkersdorf a.d.Weisach (Kirchdorf)
- Kraisdorf (Kirchdorf)
- Lichtenstein (Kirchdorf)
- Lohr (Kirchdorf)
- Pfarrweisach (Pfarrdorf)
- Rabelsdorf (Kirchdorf)
- Römmelsdorf (Dorf)

### Nachbargemeinden
Nachbargemeinden sind (von Norden beginnend im Uhrzeigersinn) Maroldsweisach, Seßlach, Untermerzbach, Ebern und Burgpreppach.

## Geschichte

### Bis zur Gemeindegründung
Der Ort war eine der Urpfarreien der Gegend im Mittelalter mit bis zu 60 Filialkirchen. Als Teil des Hochstiftes Würzburg, das ab 1500 im Fränkischen Reichskreis lag, wurde Pfarrweisach 1803 zugunsten Bayerns säkularisiert und im Frieden von Preßburg 1805 Erzherzog Ferdinand von Toskana zur Bildung des Großherzogtums Würzburg überlassen. Rechte der Freiherren von Stein am Ort fielen 1814 ebenfalls an Bayern.

### Eingemeindungen
Am 1. Juli 1971 wurde die Gemeinde Rabelsdorf eingegliedert. Am 1. Januar 1978 kam Junkersdorf an der Weisach hinzu. Kraisdorf und Lohr sowie der größte Teil der aufgelösten Gemeinde Lichtenstein folgten am 1. Mai 1978.

### Einwohnerentwicklung
- 1961: 1573 Einwohner[5]
- 1970: 1642 Einwohner[5]
- 1987: 1595 Einwohner
- 1991: 1566 Einwohner
- 1995: 1573 Einwohner
- 2000: 1599 Einwohner
- 2005: 1586 Einwohner
- 2010: 1549 Einwohner
- 2015: 1487 Einwohner

Im Zeitraum 1988 bis 2018 sank die Einwohnerzahl von 1581 auf 1482 um 99 Einwohner bzw. um 6,3 %. 2001 hatte die Gemeinde 1607 Einwohner.
Quelle: BayLfStat

## Politik

### Gemeinderat
Der Gemeinderat von Pfarrweisach hat zwölf Mitglieder ohne den ehrenamtlichen Bürgermeister.
|      | Unabhängige Liste Bürgerblock (ULB) | Christlich-Soziale Union in Bayern (CSU) | Freie Wähler Gemeinschaft (FWG) | Kommunale Unabhängige Liste e. V. (KUL) | Sozialdemokratische Partei Deutschlands (SPD) | Sitze gesamt |
| 2020 | 3                                   | 9*                                       | 9*                              | 9*                                      | 9*                                            | 12           |
| 2014 | 5                                   | 7**                                      | 7**                             | 7**                                     | -                                             | 12           |
| 2008 | 4                                   | 3                                        | 3                               | 2                                       | -                                             | 12           |

* 2020 schloss sich den drei Parteien, die 2014 einen gemeinsamen Vorschlag einreichten, auch die SPD an.

** Seit dem Zusammenschluss der drei Parteien CSU, FWG und KUL erreichten 2014 nur noch zwei Listen Sitze im Gemeinderat.

### Bürgermeister
Erster Bürgermeister ist seit Mai 2020 Markus Oppelt (CSU-SPD-FWG-KUL). 
Er setzte sich in der Stichwahl am 29. März 2020 gegen Christoph Göttel mit 42 Stimmen Vorsprung (564 gegen 522 Stimmen bzw. 51,93 % gegen 48,07 %) durch. Sein Vorgänger war seit 2014 Ralf Nowak (ULB). Dieser setzte sich damals gegen Markus Oppelt mit 7 Stimmen Vorsprung (421 gegen 414 Stimmen bzw. 50,42 % gegen 49,58 %) durch. Dessen Vorgänger wiederum war Hermann Martin (ULB).
Zweiter Bürgermeister ist seit Mai 2020 Christoph Göttel (CSU-SPD-FWG-KUL). Dritter Bürgermeister ist ebenfalls seit Mai 2020 Sebastian Bock (CSU-SPD-FWG-KUL).

### Wappen
| Wappen von Pfarrweisach | Blasonierung: „In Rot über einem gesenkten silbernen Wellenbalken die golden gekleidete silberne Figur des heiligen Kilian mit goldener Mitra, in der Rechten ein silbernes Schwert, in der Linken ein silbernes Modell der Pfarrkirche haltend.“ |
| Wappen von Pfarrweisach | |

## Wirtschaft und Infrastruktur

### Wirtschaft einschließlich Land- und Forstwirtschaft
2017 gab es in der Gemeinde 126 sozialversicherungspflichtige Arbeitsplätze. Von der Wohnbevölkerung standen 691 Personen in einem versicherungspflichtigen Beschäftigungsverhältnis. Damit war die Zahl der Auspendler um 566 Personen größer als die der Einpendler. 15 Einwohner waren arbeitslos. 2016 gab es 40 landwirtschaftliche Betriebe. 

### Verkehr
Pfarrweisach liegt an der Bundesstraße 279. Bahnanschluss besteht im sieben Kilometer entfernten Ebern, denn der nördliche Teil der Bahnstrecke Breitengüßbach–Maroldsweisach mit Halt in Pfarrweisach ist stillgelegt und abgebaut worden.

### Bildung
2018 gab es eine Kindertageseinrichtung mit 62 genehmigten Plätzen und 62 Besuchern.

## Persönlichkeiten
- Johann Georg Bäßler (1753–1807), reformierter Kirchenmusiker und Komponist
- Tamara Bischof (* 1963), Landrätin des Landkreises Kitzingen, ist im Ortsteil Römmelsdorf geboren
- Gustav Fuchs (1900–1969), Bürgermeister der ehemaligen Gemeinde Kraisdorf und Bundestagsabgeordneter